# 테사 버추
테사 버추(영어: Tessa Virtue, 1989년 5월 17일~)는 캐나다의 여자 피겨 스케이팅 선수이다.
온타리오주 런던에서 태어났다. 1997년부터 스콧 모이어와 함께 스케이트를 탔고, 이들은 아이스댄싱 선수로 활동하기 시작했다. 2002년 캐나다 선수권 노비스 레벨에서 입상하였고, 2006년 캐나다 선수권 시니어 레벨에서 3위에 올랐고, 세계 주니어 선수권에서 우승했다. 2008년 세계 선수권에서 2위를 하였다. 2010년 동계 올림픽에서 금메달을 땄으며, 올림픽 직후 열린 세계 선수권에서도 우승했다.
단체전에서는 개최국인 러시아에 10점 뒤져 은메달을 따냈고, 개인전에서는 미국의 메릴 데이비스, 찰리 화이트에 이어 은메달을 따냈다. 2018년 동계 올림픽의 단체전에서는 파트너인 스콧 모이어와 함께 아이스댄싱 1위를 한 번도 내주지 않으며 캐나다의 금메달을 따내는데 크게 기여했다.